# Josep Soy i Cambras
Josep Soy i Cambras (Olot, 22 d'agost de 1888 – Olot, 30 de juliol de 1935) va ser un escultor dedicat principalment a l'imatgeria religiosa i soci del taller imatger "El Inmaculado Corazón de María" d'Olot.

## Biografia
Josep Soy fou fill d'una humil família olotina que no veia amb bons ulls la seva afició per l'art i el seu desig de dedicar-s'hi laboralment. Cercà feina per pagar-se els estudis de l'Escola de Belles Arts d'Olot al Santuari de la Mare de Déu del Tura on desenvolupà durant uns quants anys l'ofici de campaner.
Rebé les primeres classes i lliçons de mans de Josep Berga i Boix (conegut popularment com l'Avi Berga) qui era director de l'Escola de Belles Arts d'Olot. Durant la seva estada a l'escola feu gran amistat amb els germans Barnadas, en Celestí Devesa, i en Martí Casadevall i Mombardó. Formà part de la segona fornada d'alumnes des de la creació del centre.
L'any 1909 fou cridat per servir a les Quintes i ingressà a files on fou destinat a Melilla on començà el servei militar el dia 20 de maig. Durant la seva estada allà la seva habilitat per al dibuix i l'escultura li valgué l'amistat i el reconeixement dels seus caps i companys, als quals retratava.
Tornà a Olot, després d'haver complert el servei militar, l'agost de 1912. El mateix any, el mes de setembre, baixà a viure a la ciutat de Barcelona per entrar a treballar al taller del senyor Claudi Rius i Garrich que aleshores, malgrat la seva joventut, ja destacava i donava proves d'ésser bon escultor. Tal vegada la seva permanència a la Ciutat Comtal hagués sigut indefinida si no fos perquè en Josep Soy festejava amb una jove olotina, de nom Anna Palomé i Pujol, que el faria tornar a la seva pàtria xica, la ciutat d'Olot. Al cap d'un any, el dia 7 de setembre, la parella es casà i Josep Soy s'instal·là definitivament a la capital de la Garrotxa.

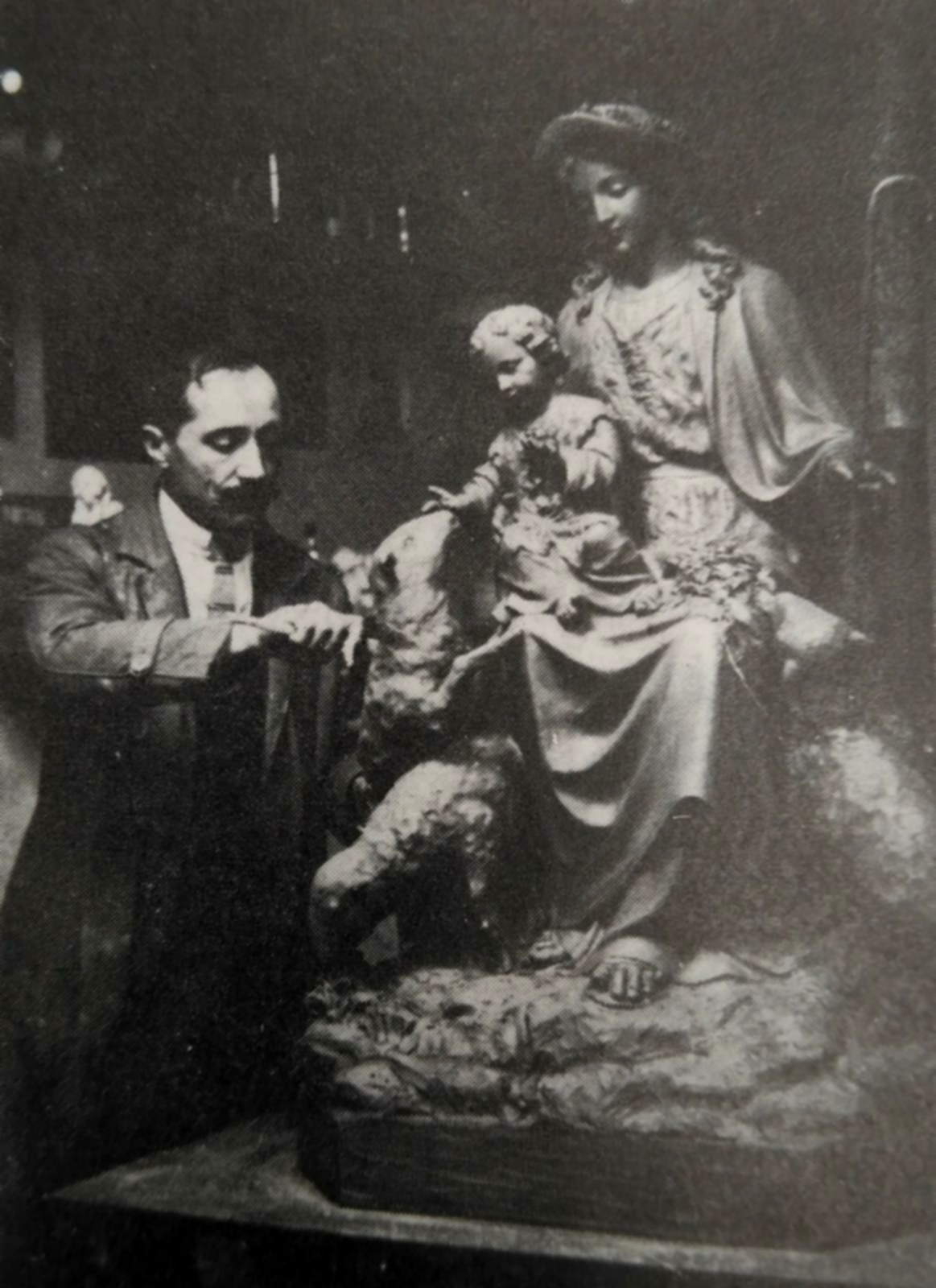
L'escultor Josep Soy acabant una imatge de la Divina Pastora.

Durant la seva tornada a Olot entrà a treballar a l'aclamat taller d'imatgeria religiosa "El Arte Cristiano" on consolidà la seva vocació artística. D'aleshores ençà la fabricació de sants fou el seu sosteniment.
L'any 1920 prengué part juntament amb un germà seu, com a socis, de la fundació del taller d'imatgeria religiosa "El Inmaculado Corazón de María" en el qual duien la direcció i el capital els germans Ventolà i n'éren també socis els senyors Josep Badia, Francesc Arau, Vicenç Mitjavila, Manuel Bartrolí. El taller començà modestament al domicili de la finca nº 3 del carrer de Sant Ferriol d'Olot.
A l'esmentat taller en Josep Soy feia les feines d'escultor tècnic oficial.
Quan en Sabel Barnadas va adquirir el taller a meitats de la dècada dels anys 20 del passat segle en Josep Soy continuà la seva tasca com a escultor oficial de la casa i va viure totes les vicissituds que passà l'empresa fins a fusionar-se amb els tallers "El Sagrado Corazón" d'Olot coneguts popularment com a "Can Mató".
A Josep Soy se'l coneixia com a escultor de prestigi, dedicat a fons a la seva feina laboral, pulcre en el seu obrar. De caràcter casolà, comprensiu i amable. També dedicava hores lliures a la fotografia cosa que motivà que s'instal·lés un humil laboratori fotogràfic a casa. Home afeccionat a la lectura i amant de les passejades al camp on, de ben segur, prenia inspiració per a les seves obres. Morí jove, abans de complir els 47 anys, un 30 de juliol de l'any 1935 a Olot.

## Obres
Durant la seva trajectòria realitzà diverses obres de temàtica religiosa però també d'altres relacionades amb la faràndula. D'aquesta temàtica li són coneguts dos caps de gegant (custodiats al Museu Comarcal de la Garrotxa) que serviren d'inspiració per a realitzar els gegants vells i nous de Manlleu (1923 i 1961), els de l'Hospitalet de Llobregat (1928), la gegantessa jove del carrer de Viserta de Monistrol de Montserrat (1953), els gegants de les Borges Blanques (1953), del barri de Sant Miquel de Cardona (1957), els de León (1964), un bust de gegantessa, propietat d'en Salvador Dalí, un bust de gegantessa de la companyia Comediants l'any 2001 per a l'espectacle "Bi" i un altre parell de caps de gegant actualment en venta al taller imatger El Ingenio de Barcelona. També fou l'escultor l'any 1906 d'un dels capgrossos de l'antic taller "Las Artes Religiosas" d'Olot, la tradicional companya del Cucut anomenada Xurruca.

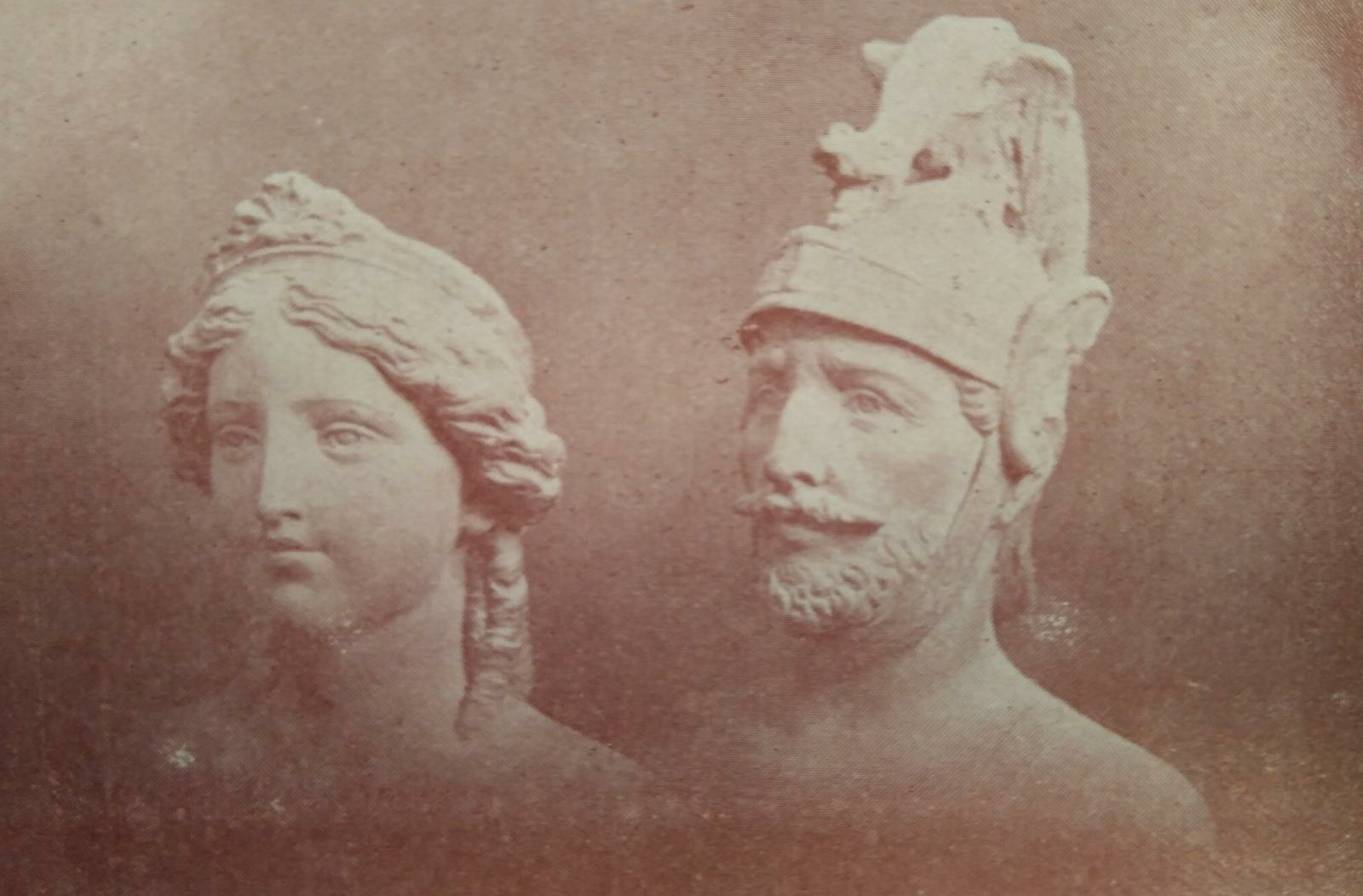
Parella de caps de gegant fets per l'escultor olotí Josep Soy i Cambras.

Al Museu Comarcal de la Garrotxa, a part dels dos caps de gegants prèviament esmentats, també es conserva un bust d'home i un bust de nena d'un gust molt refinat i escaient.